# Sankt Wendel
Sankt Wendel é uma cidade da Alemanha localizada no distrito de Sankt Wendel, estado do Sarre. Está situado às margens do rio Blies, 36 km a nordeste de Saarbrücken, a capital do Sarre, e é nomeado em homenagem a santo Wendelin de Trier.